# Franziska Kaufmann
Franziska Kaufmann (* 3. November 1987 in Unterseen) ist eine ehemalige Schweizer Curlerin. Zuletzt spielte sie als Second im Team von Binia Feltscher-Beeli.

## Karriere
Sie begann ihre internationale Karriere als Second des Schweizer Teams bei der Juniorenweltmeisterschaft 2007, bei der sie auf den fünften Platz kam. Zwei Jahre später gewann sie mit den Schweizer Juniorinnen um Skip Martina Baumann die Bronzemedaille bei der Juniorenweltmeisterschaft 2009.
2010 übernahm sie die Position des Second im Team von Binia Feltscher-Beeli. Bei ihrer ersten Weltmeisterschaft 2014 gewann sie mit der Schweizer Mannschaft nach einem Finalsieg gegen Kanada (Skip: Rachel Homan) die Goldmedaille. Im gleichen Jahr gewann sie mit dieser Mannschaft auch die Europameisterschaft; im Final besiegten die Schweizerinnen Russland (Skip: Anna Sidorowa). 
2016 gewann sie bei der Weltmeisterschaft 2016 ihre zweite Goldmedaille. In gleicher Besetzung wie 2014 besiegten die Schweizerinnen im Final die japanische Mannschaft um Skip Satsuki Fujisawa. Bei der Europameisterschaft 2016 kam sie auf den sechsten Platz.
Im April 2018 gab sie ihren Rücktritt vom Curling-Sport bekannt, um andere Lebensziele verfolgen zu können.